# Miasta Burundi
Według danych oficjalnych pochodzących z 2008 roku Burundi posiadało ponad 20 miast o ludności przekraczającej 2 tys. mieszkańców. Bużumbura jako jedyne miasto liczyło ponad 100 tys. mieszkańców; 3 miasta z ludnością 25÷50 tys. oraz reszta miast poniżej 25 tys. mieszkańców.

## Największe miasta w Burundi
Największe miasta w Burundi według liczebności mieszkańców (stan na 2012):
| L.p. | Miasto    | Prowincja          | Liczba ludności |
| ---- | --------- | ------------------ | --------------- |
| 1.   | Bużumbura | Bujumbura Mairie   | 392 863         |
| 2.   | Muyinga   | Prowincja Muyinga  | 100 715         |
| 3.   | Ruyigi    | Prowincja Ruyigi   | 44 220          |
| 4.   | Makamba   | Prowincja Makamba  | 26 644          |
| 5.   | Ngozi     | Prowincja Ngozi    | 24 932          |
| 6.   | Rutana    | Prowincja Rutana   | 23 654          |
| 7.   | Gitega    | Prowincja Gitega   | 22 989          |
| 8.   | Bururi    | Prowincja Bururi   | 20 764          |
| 9.   | Kayanza   | Prowincja Kayanza  | 19 024          |
| 10.  | Muramvya  | Prowincja Muramvya | 18 771          |

## Alfabetyczna lista miast w Burundi
- Bubanza
- Bużumbura
- Bururi
- Bwambarangwe
- Cankuzo
- Cibitoke
- Gatumba
- Gitega
- Giteranyi
- Isale
- Kanyosha
- Karuzi
- Kayanza
- Kayogoro
- Kirundo
- Mabanda
- Makamba
- Matana
- Mugongomanga
- Muramvya
- Muyinga
- Mwaro
- Ngozi
- Rumonge
- Rutana
- Ruyigi